# Společenský sál (Kvilda)
Společenský sál v obci Kvilda je unikátní svým technickým řešením stropní nosné konstrukce, respektive světově raritní skořepinovou konstrukcí střechy celého objektu, díky které byl tento sál zařazen mezi české i světové rekordy.

## Podrobněji

### Ze života Adolfa Hitlera
Když bylo Adolfu Hitelrovi 17 let, vydal se v roce 1906 (na popud své matky) do Vídně, kde bydlel v chlapecké ubytovně. V roce 1907 se Hitler neúspěšně pokusil složit přijímací zkoušky na vídeňskou Akademii výtvarných umění a tento fakt jej přivedl do stavu blízkého nervovému zhroucení. Další rána osudu přišla 21. prosince 1907, kdy zemřela jeho milovaná matka Klara Hitlerová. Hitler se odstěhoval z Vídně, ale v roce 1908 se pokusil opět o přijímací zkoušky na Akademii výtvarných umění. Tentokráte nebyl ke zkouškám ani připuštěn a velmi zklamán se odstěhoval z ubytovny. Nějaký čas bydlel v pronajatém bytě, ale příštího roku (1909) mu došly peníze a skončil na ulici mezi bezdomovci. Ve Vídni vedl následujících pět let bědný život, bydlel v ubytovnách pro chudé, živil se příležitostnými pracemi, maloval reklamní plakáty nebo po ulicích prodával obkreslené kýčovité pohlednice. [zdroj?]

### Hitler na Kvildě
A právě v roce 1910 se nezakořeněný Adolf Hitler vydal se skicákem a akvarelovými barvami na toulky po Šumavě a jednoho večera dorazil i do Kvildy. Tady se ubytoval v místním hostinci Beim Strobel (U Stroblů). Stroblův hostinec byl založen v roce 1837, jeho majitelem byl K. Schuster a v roce 1910 disponoval třemi pokoji s celkovou kapacitou 10 lůžek. Hostinec opustil Hitler druhý den ráno poté, co se podepsal do hotelové knihy hostů.
O třináct let později (v roce 1923) měl hostinec U Stroblů 5 pokojů a celkem nabízel 18 lůžek. Ve 30. letech 20. století si židovský obchodní cestující z Příbrami, který se ubytoval v hotelu, povšiml podpisu Adolfa Hitlera mezi staršími záznamy při listování v hotelové knize hostů. Poté, co Adolf Hitler svůj podpis potvrdil, majitel hostince nechal stránku s Hitlerovým podpisem zarámovat a vystavil ji na čestném a dobře viditelném místě v lokále. V letech 1938 až 1945 byl majitelem Stroblova hotelu Johann Schuster. Hitlerův zarámovaný podpis si údajně při osvobozování Kvildy v roce 1945 odvezl důstojník americké armády a dokument skončil neznámo kde.
Spisovatel Rudolf Kalčík (pozdější autor románu Král Šumavy z roku 1960) publikoval v roce 1958 v časopise Květy článek „Hitler na Kvildě“. Dnes (rok 2024) se Stroblův hostinec jmenuje Hotel Šumava Inn.

### Nová tělocvična

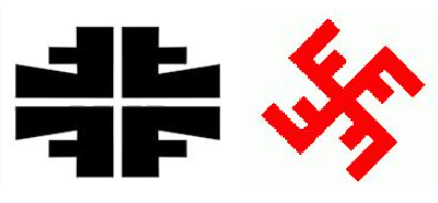
Turnerský znak ze čtyř písmen F

Po první světové válce (v roce 1919) se z nacionalistických německých tělocvičných spolků sídlících na území nově vzniklého Československa vytvořil Německý turnerský svaz (Turnverein (DTV)), který se postupem doby stal nejsilnější německou tělocvičnou organizací v Československu. A byli to právě „turneři“, kteří se v roce 1931 rozhodli zbudovat na Kvildě svoji novou tělocvičnu. Zda znali či neznali členové DTV historku o jedné noci Adolfa Hitlera na Kvildě, není rozhodující, ale objekt tělocvičny naplánovali postavit právě v těsné blízkosti, respektive přímo v návaznosti a Stroblův hostinec. Po připojení Kvildy k Německu (po podepsání Mnichovské dohody 30. září 1938) převzali Němci vládu nad obcí a obecní rada se rozhodla opět přilákat Adolfa Hitlera do Kvildy.

### Společenský sál

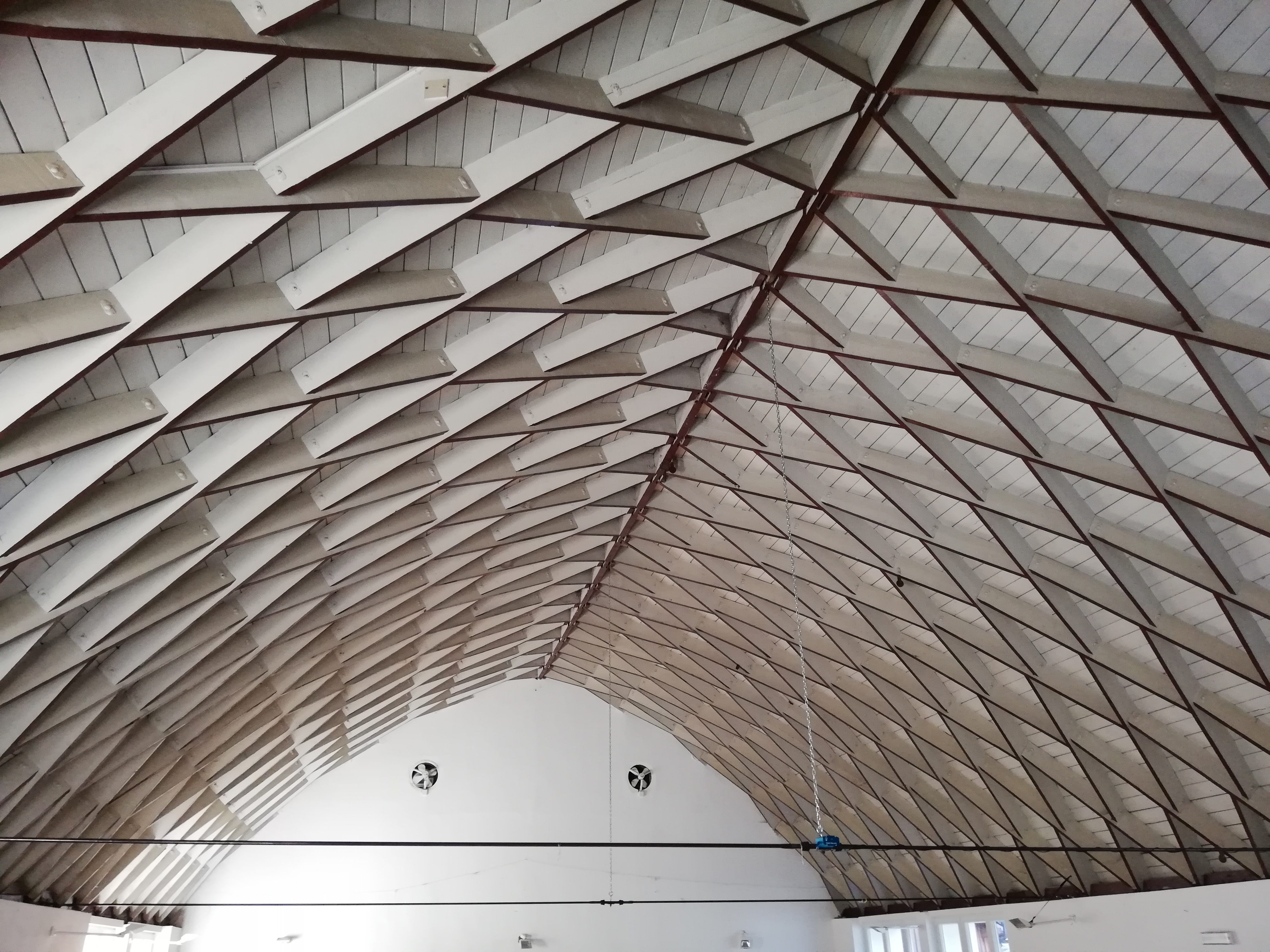
Detail samonosného stropu sálu (beztrámové konstrukce střechy objektu)

Tělocvična sice byla dočasně přeměněna na společenský sál, ale Hitler Kvildu již podruhé nenavštívil a tak se z rozlehlého prostoru stal po skončení druhé světové války natrvalo společenský sál, kde se promítaly filmy, pořádaly výstavy a plesy (tancovačky), protože prostor disponoval nejen unikátním stropem, ale i výbornými akustickými vlastnostmi. Společenský sál se objevil i v Kachyňově filmu z roku 1959 Král Šumavy. Slabinou sálu byla jeho závislost na bezprostředně sousedícím hostinci, který byl provozován spotřebním družstvem (Jednota, Konzum). Po prodeji hostince se společenský sál ocitl bez potřebného sociálního zázemí a nebylo možno jej plnohodnotně provozovat. Projekční práce na rekonstrukci sálu byly započaty v lednu 2011 a jejich cílem bylo doplnit (dostavět) sociální zázemí a zajistit ekologické vytápění celého objektu. Rekonstrukce si vyžádala dotační náklady ve výši 8 milionů korun a stavebně byl celý projekt dokončen v létě roku 2015. Společenský sál se nachází uvnitř objektu na adrese Kvilda číslo popisné 162, 384 93 Kvilda, Česko.

### Unikátnost sálu

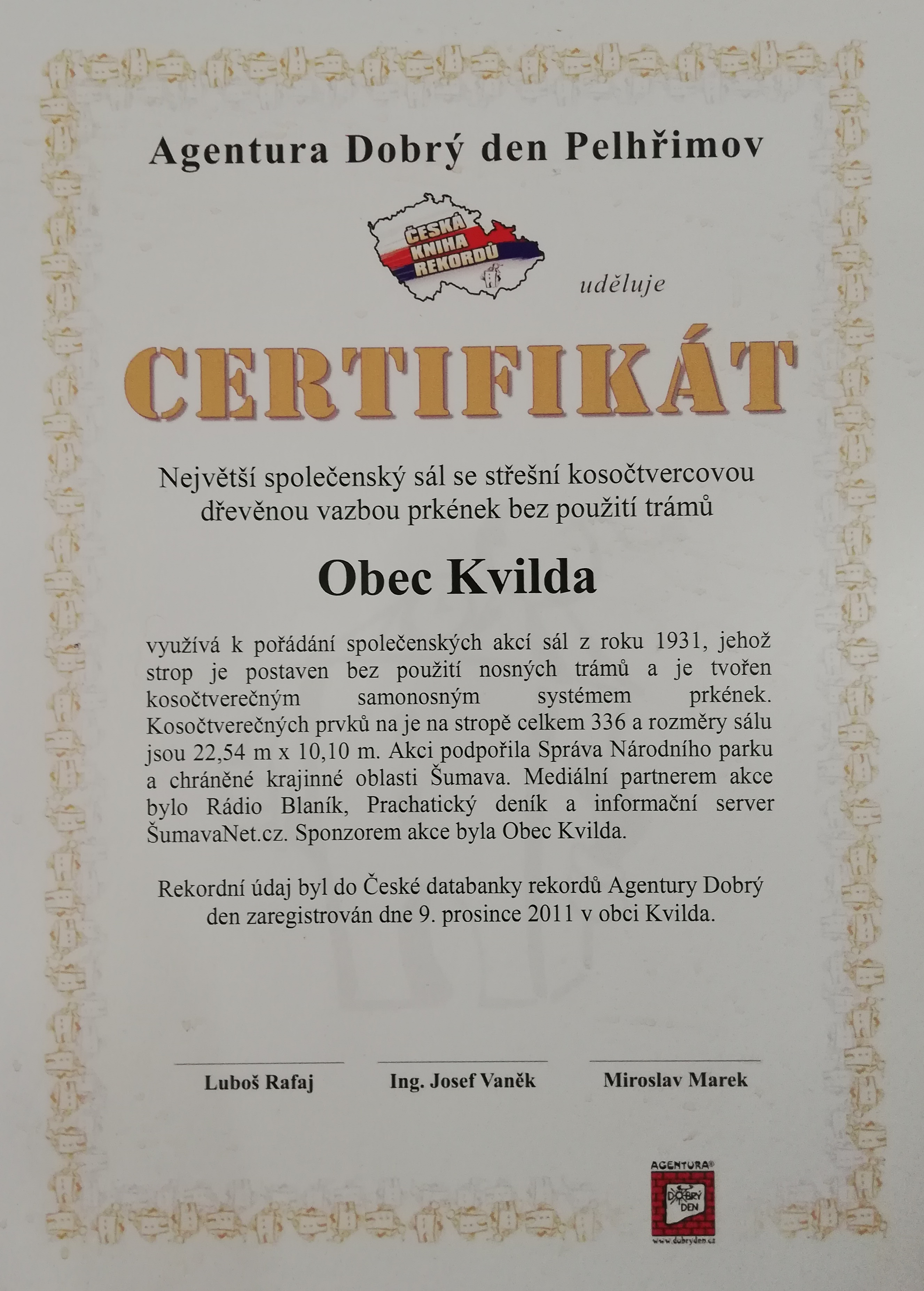
Certifikát Agentury Dobrý den Pelhřimov

Sál o rozměrech 22,54 x 10,1 m je svými rozměry největším společenským sálem zastřešeným jen kosočtvercovou samonosnou dřevěnou vazbou z 336 prkének zhotovenou bez použití jakýchkoliv nosných trámů.
V roce 2011 projevili o kvildský společenský sál zájem komisaři Agentury Dobrý den z Pelhřimova a dne 9. prosince 2011 v obci Kvilda provedli jeho zápis do České databanky (knihy) rekordů jako „největší společenský sál se střešní kosočtvercovou dřevěnou vazbou prkének bez použití trámů".